# Armand Emmanuel du Plessis, duc de Richelieu

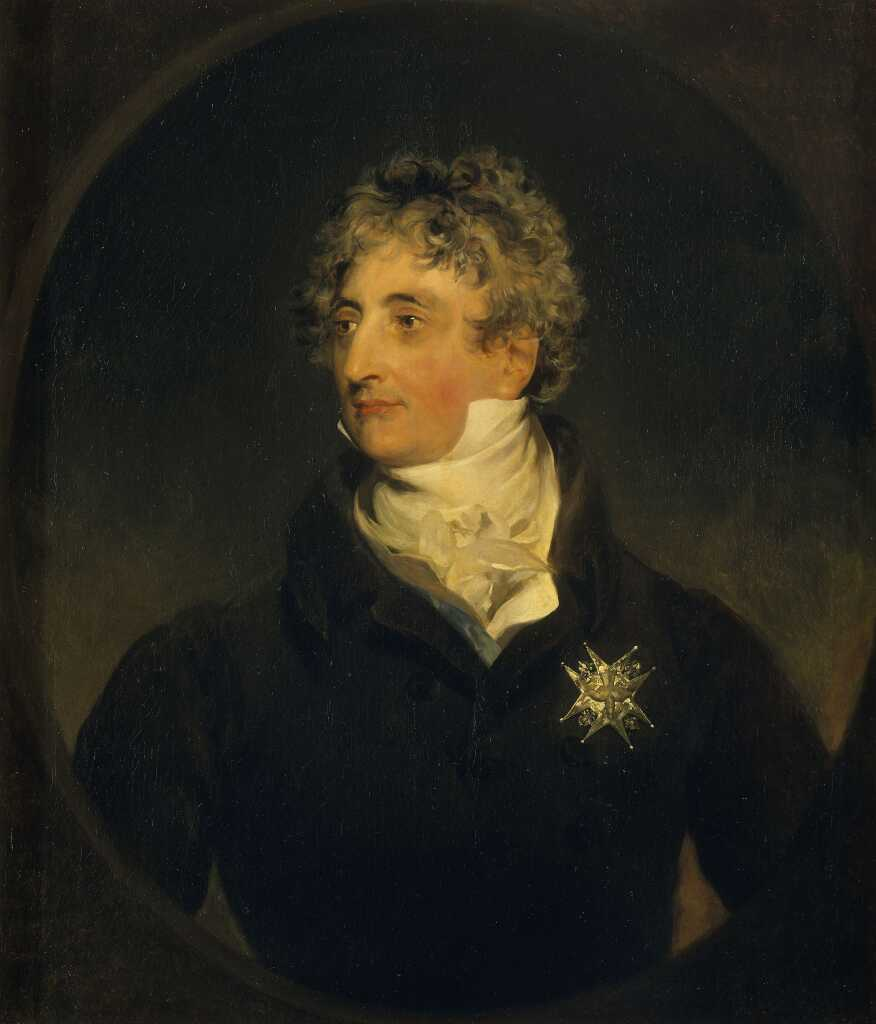
Armand-Emmanuel du Plessis, Duc de Richelieu

Armand du Plessis, vollständig Armand Emmanuel Sophie Septemanie du Plessis (* 25. September 1766 in Paris; † 17. Mai 1822 ebenda), Graf von Chinon, ab 1791 der 5. Herzog von Fronsac, 5. Herzog von Richelieu und Pair von Frankreich; war ein französischer und russischer Staatsmann.

## Leben
Sein Vater war Louis Antoine du Plessis, Herzog von Fronsac und Sohn des Marschalls de Richelieu (1696–1788). Der Comte de Chinon, wie er als Richelieu-Erbe hieß, wurde im Alter von fünfzehn Jahren mit Rosalie de Rochechouart verheiratet, einem missgestalteten zwölfjährigen Kind, mit dem er nie mehr als eine formelle Beziehung hatte. Nach zwei Jahren auswärtiger Reisen wurde er 1785 in das Dragonerregiment de La Reine dragons aufgenommen und erhielt im nächsten Jahr eine Stellung am Hof, wo er einen Ruf für puritanische Einfachheit erlangte. Er ging 1790 nach Wien und trat als Freiwilliger zusammen mit seinem Freund Prinz Charles Joseph Emmanuel de Ligne in die russische Armee ein; am 21. November erreichte er das russische Hauptquartier in Bender.
Er nahm an der Eroberung Ismajils teil und erhielt von der Zarin Katharina II. das Sankt-Georgskreuz und ein goldenes Schwert. Nach dem Tod seines Vaters im Februar 1791 übernahm er den Titel des Herzogs von Richelieu. Er wurde kurz darauf von Ludwig XVI. nach Paris gerufen; da er aber noch nicht ausreichend Vertrauen am Hof genoss, wurde er nicht in die geplante Flucht nach Varennes eingeweiht. Im Juli erhielt er von der Nationalversammlung einen Pass, um nach Russland zu gehen.
Im Jahre 1792 war er zeitweilig Kommandant der Chevaliers-dragons de la couronne in der Armee der Emigranten.
Er wurde im Jahr 1816 in die Académie Française aufgenommen. Armand du Plessis starb 1822 an einem Schlaganfall.

## Beruf
In der russischen Armee stieg er zum Generalmajor auf, wurde aber durch Intrigen von seinen Feinden zum Rücktritt gezwungen. Auf Anfrage der russischen Regierung wurde sein Name aus der Emigrantenliste gelöscht. Dennoch kommandierte er im türkischen Krieg von 1806/07 eine Division und war an Expeditionen in den Kaukasus beteiligt.
1803 wurde Richelieu als französischer und russischer Bürger zum Statthalter (Gouverneur) von Odessa und Cherson eingesetzt. Er unterstützte tatkräftig die ankommenden deutschen Auswanderer, aus denen später die Volksgruppe der Schwarzmeerdeutschen entstand. Häufig ließ er sie im ersten Winter in Kasernen oder in den Siedlungen anderer Kolonisten übernachten und sorgte auf Kosten der Krone für weitere Landkäufe, um sie erfolgreich anzusiedeln. 1805 wurde duc de Richelieu auch noch zum Generalstatthalter (Generalgouverneur) von Cherson, Jekaterinoslaw und Taurien mit der Halbinsel Krim ernannt – zu der Zeit Neurussland genannt. Dort baute er erfolgreich die Infrastruktur und Verwaltung aus und sorgte für die verstärkte Integration von Einwanderern aus vielen europäischen Regionen. In den elf Jahren seiner Verwaltung wuchs Odessa zu einer wichtigen Stadt, deren wirtschaftliche Entwicklung er entscheidend förderte.
Richelieu kehrte 1814 nach Frankreich zurück; bei Napoleons triumphaler Rückkehr von Elba begleitete er Ludwig XVIII. bis nach Lille. Von dort ging er wieder nach Wien, um in die russische Armee zurückzukehren, da er glaubte, den Interessen der Monarchie und Frankreichs am besten dienen zu können, indem er den Zaren Alexander unterstützte. Obwohl er den Großteil seiner konfiszierten Güter nicht mehr zurückerhalten konnte, teilte er nicht den Groll der Mehrheit der zurückgekehrten Emigranten, von denen und von deren Intrigen er sich während seines Exils ferngehalten hatte. Er teilte nicht ihre Vorstellung, dass die Revolution rückgängig zu machen sei. Als persönlicher Freund des russischen Zaren wäre sein Einfluss in den Ratsversammlungen der Alliierten von großem Nutzen gewesen. Er lehnte jedoch Talleyrands Angebot eines Postens im Kabinett ab und wies auf seine lange Abwesenheit aus Frankreich und die Unkenntnis der französischen Gegebenheiten hin. Nach Talleyrands Rückzug willigte er aber ein, ihm als Premierminister nachzufolgen, obwohl er – wie er selbst sagte – nicht das Gesicht eines einzigen seiner Kollegen kannte.

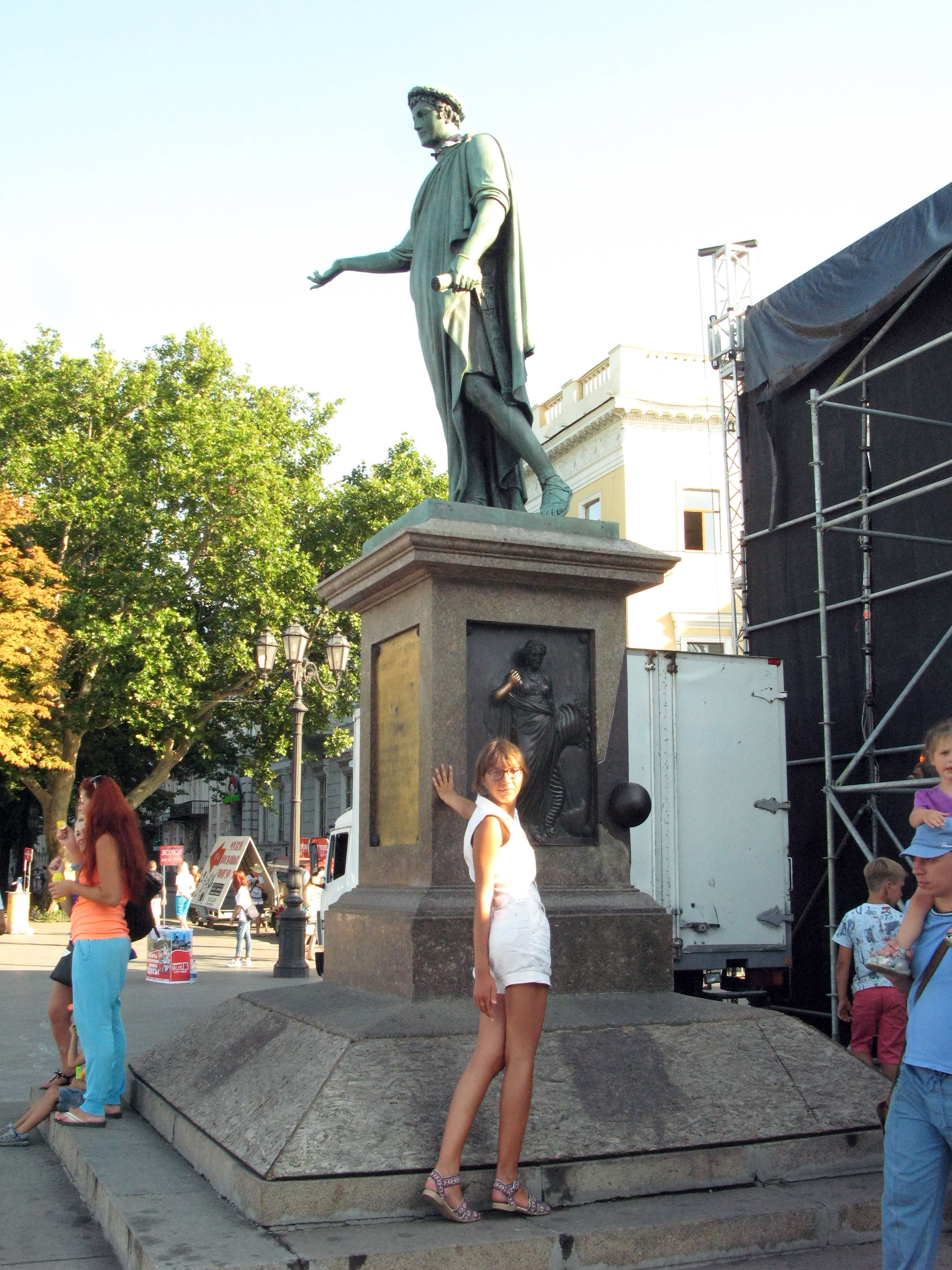
Richelieu-Denkmal in Odessa

Die Ereignisse von Richelieus Amtszeit werden ausführlich im Zusammenhang mit der Restauration dargestellt. Hier sei nur erwähnt, dass es im Wesentlichen seinen Bemühungen zu verdanken war, dass Frankreich so frühzeitig von der Last der alliierten Besetzung befreit wurde. Hauptsächlich mit diesem Ziel nahm er am Aachener Kongress 1818 teil. Dort wurde er vertraulich über die Erneuerung des Vertrags informiert, der die Alliierten verpflichtete, im Fall erneuter revolutionärer Störungen einzuschreiten; teilweise aufgrund dieses Wissens trat er im Dezember des gleichen Jahres von seinem Amt zurück, da seine Kollegen eine reaktionäre Änderung des Wahlgesetzes ablehnten. Nach dem Mord am Herzog von Berry und dem erzwungenen Rücktritt Decazes’ wurde er noch einmal Präsident des Conseil des Ministres (20. Februar 1820); seine Position wurde aber wegen Angriffen von Seiten der Ultras auf der einen Seite und der Liberalen auf der anderen Seite unhaltbar, und am 12. Dezember 1821 trat er wiederum zurück, nur wenige Monate vor seinem Tode.
Nach seinem Tode errichteten ihm die Einwohner von Odessa 1828 ein Denkmal auf dem Primorskij-Boulevard. Es zeigt den ehemaligen Gouverneur in der Pose eines römischen Staatsmannes mit Toga.